# 石神山古墳
石神山古墳（せきじんさんこふん）は、福岡県みやま市に所在する前方後円墳である。国の史跡に指定。武装石人が出土したことで知られる。

## 概要
上楠田集落の北方、東西に延びる丘陵の西端標高56mの地点に立地する。墳丘は3段築成で全長58.5mを測り、葺石と埴輪を備える。
明治44年(1911年)に地元民が付近を開墾中、直葬された大・中・小3基の阿蘇凝結凝灰岩製刳抜式舟形石棺と武装石人が掘り出された。
石棺は長さがそれぞれ2.37m、1.89m、1.32mであり、内部には朱が塗られていた。副葬品は剣片、刀子片、銅釧、鍍銀銅器が出土している。
石人は高さ1.06mで衝角付冑をかぶり、三角板鋲留短甲と草摺を着装し、赤色顔料が塗られている。
1959年3月31日に舟形石棺3基が県の有形文化財に、また1976年2月6日に古墳本体が国の史跡に、同年6月5日に石人が国の重要文化財に指定された。
数少ない石人を伴う古墳として極めて重要であるばかりでなく、３石棺の直葬という珍しい類型を示すものとして注目される。